# Ipomoea antonschmidii
Ipomoea antonschmidii är en vindeväxtart som beskrevs av R.W. Johnson. Ipomoea antonschmidii ingår i släktet praktvindor, och familjen vindeväxter. Inga underarter finns listade i Catalogue of Life.